# Зелене (Астраханський район)
Зеле́не (каз. Зелёное) — село у складі Астраханського району Акмолинської області Казахстану. Адміністративний центр Єсільського сільського округу.
Населення — 804 особи (2021; 1065 у 2009, 1225 у 1999, 1471 у 1989).
Національний склад станом на 1989 рік:
- росіяни — 43 %.